# Chrysograpta
Chrysograpta là một chi bướm đêm thuộc họ Erebidae.